# 69565 Giulioscarfi
69565 Giulioscarfi è un asteroide della fascia principale. Scoperto nel 1998, presenta un'orbita caratterizzata da un semiasse maggiore pari a 2,2417432 au e da un'eccentricità di 0,0749767, inclinata di 7,06119° rispetto all'eclittica.
L'asteroide è dedicato all'astronomo amatoriale italiano Giulio Scarfì.